# Năm mới Hồi giáo

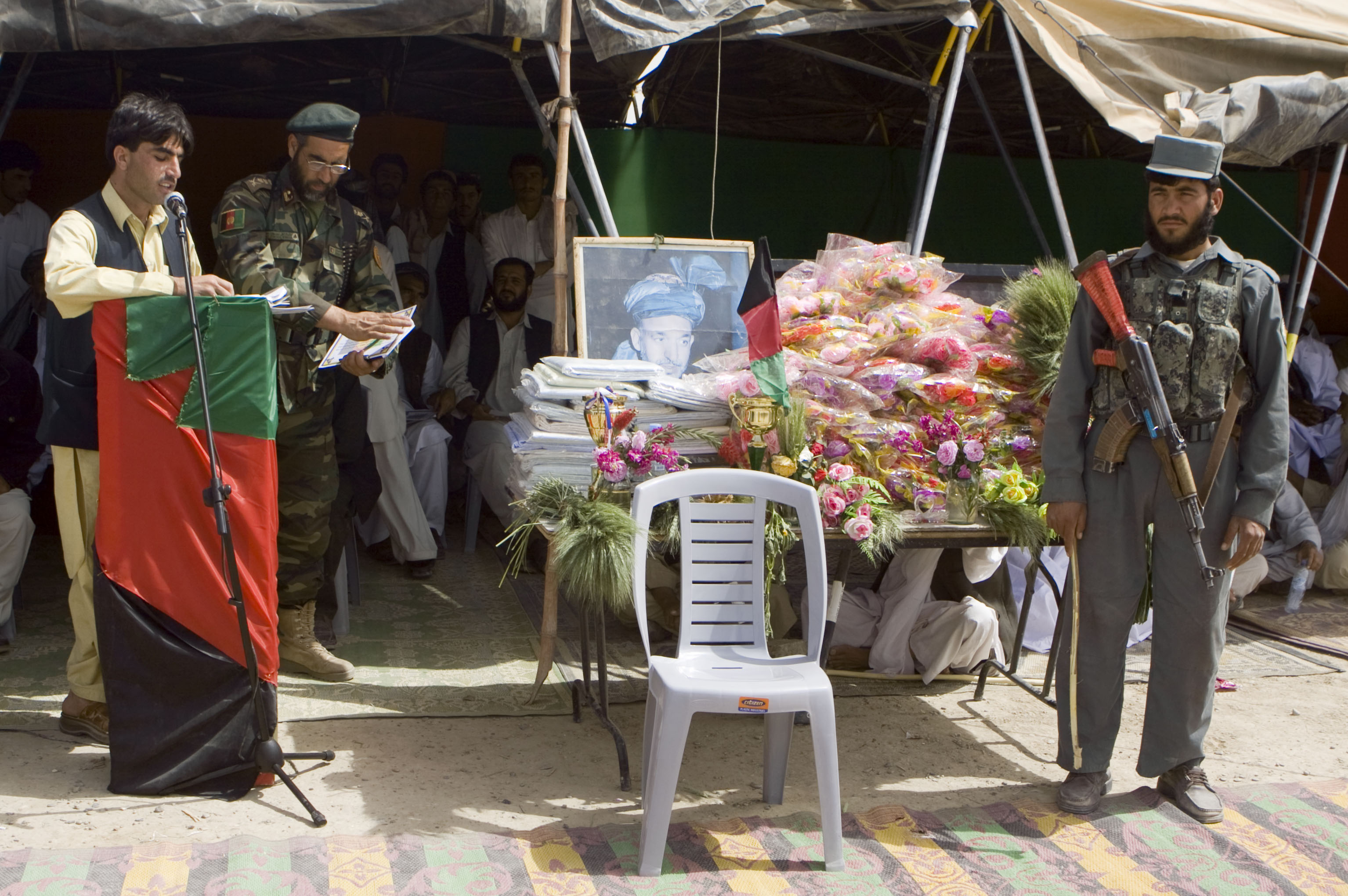
Đón năm mới ở Afganisthan

Năm mới Hồi giáo hay Năm mới Hijri (tiếng Ả Rập: رأس السنة الهجرية Raʼs as-Sanah al-Hijrīyah) là ngày đầu tiên của năm mới theo lịch Hồi giáo, được tính vào ngày 1 tháng Muharram, tức tháng giêng theo Hồi lịch. Năm 622 dương lịch được chọn làm năm thứ nhất trong lịch Hồi giáo, khi Nhà tiên tri Muhammad cùng các môn đồ rời bỏ quê nhà Mecca đến lánh nạn và lập nghiệp tại Medina (gọi là cuộc di cư, hay Hijra). Do Hồi lịch thuần túy được tính theo chu kỳ mặt trăng nên nhiều sự kiện, lễ lạc quan trọng của người Hồi giáo như cầu nguyện, nhịn chay tháng Ramadan và hành hương đến thánh địa Mecca cùng nhiều lễ hội lớn đều dựa trên âm lịch.
Trong khi nhiều tổ chức Hồi giáo thường xác định ngày đầu tháng dựa trên quan sát Mặt trăng thông thường, thì nhiều định chế và nhà nước Hồi giáo như Ả Rập Xê Út, áp dụng các tính toán thiên văn để làm lịch cho nhiều năm. Vì có nhiều quy ước khác nhau trong việc tính lịch Hồi giáo dạng bảng, kết quả là ngày lịch của các nước chênh lệch nhau từ một đến hai ngày. Chẳng hạn,   Lịch Umm al-Qura của Ả Rập Xê Út phải cải cách phương pháp tính toán nhiều lần trong nhiều năm trở lại đây. Quy ước hiện hành được áp dụng kể từ năm 1424 Hồi lịch (ngày 14 tháng 3 năm 2002).
Trong lịch Hồi giáo, một ngày bắt đầu vào lúc mặt trời lặn. Ví dụ, ngày 1 tháng Muharram năm 1432 nhằm ngày 7 hoặc 8 tháng 12 năm 2010 dương lịch. Theo cách dùng mắt thường để tính lịch, khi nhìn thấy vành trăng non ló dạng tại thời điểm hoàng hôn ngày 6 tháng 12 có nghĩa là ngày 1 tháng Muharram bắt đầu từ lúc đó đến khi mặt trờil lặn ngày hôm sau (ngày 7 tháng 12). Còn ở những nơi chưa thấy được vành trăng khuyết khuyết vào lúc hoàng hôn ngày 6 tháng 12, tức là ngày 7 tháng 12 mới bắt đầu tháng Muharram Hồi lịch. 

## Tương quan với lịch hiện tại
Một năm trong lịch Hồi giáo thường ngắn hơn 11 đến 12 ngày so với lịch Gregory hiện đại, nên năm mới Hồi giáo thường rơi vào những ngày khác nhau.
Đây là danh sách tương quan giữa năm mới Hồi giáo với ngày trong lịch Gregory:
| Năm Hồi giáo | Ngày trong lịch Gregory    |
| ------------ | -------------------------- |
| 1442 AH      | 20 tháng 8 năm 2020        |
| 1443 AH      | 9 hoặc 10 tháng 8 năm 2021 |
| 1444 AH      | 30 tháng 7 năm 2022        |
| 1445 AH      | 19 tháng 7 năm 2023        |
| 1446 AH      | 7 tháng 7 năm 2024         |